# Copa Golf Latino
La Copa Golf Latino es un evento de golf en el cual se enfrentan los 24 mejores golfistas de Latinoamérica divididos en dos grupos de 12 jugadores. Un equipo está formado por golfistas mexicanos y el otro por golfistas latinoamericanos, principalmente de Argentina, Brasil, Chile, Colombia, Ecuador, Guatemala, Paraguay, Perú, Puerto Rico, Uruguay y Venezuela.
El torneo tiene un formato tipo Ryder Cup, la primera edición se llevó a cabo en 2014 en el Club de golf Malanquín, Guanajuato el cual cuenta con 72 hoyos bajo par y mide 7,289 yardas, el diseño estuvo a cargo del diseñador Steven Newgent.

En la primera edición, el equipo Latinoamérica se llevó el triunfo, para la segunda edición llevada a cabo un año después en el mismo lugar, el equipo México se llevó el título con una amplia ventaja.